# ارانکا بیندر
ارانکا بیندر (سیریلیک صربی: Аранка Биндер؛ زادهٔ ۱۹ ژوئن ۱۹۶۶) تیرانداز اهل صربستان است.
وی در مسابقات کشوری و بین‌المللی در مجموع برندهٔ ۲ مدال برنز شده‌است.